# Zuia
Zuia en basque ou Zuya en espagnol est une commune d'Alava, dans la communauté autonome du Pays basque en Espagne.

## Hameaux
La commune comprend les hameaux suivants :
- Altube, fermes ;
- Ametzaga, concejo ;
- Aperregi, concejo ;
- Aretxaga, hameau non répertorié[2].
- Bitoriano, concejo ;
- Domaikia, concejo ;
- Guillerna (Gilierna en basque), concejo ;
- Jugo, concejo ;
- Lukiano, concejo ;
- Markina, concejo ;
- Murgia, concejo, chef-lieu de la commune ;
- Sarria, concejo ;
- Zarate, concejo ;
- Ziorraga, fermes.